# Zimarky
Zimarky jsou přírodní památka severně od obce Velké Bílovice v okrese Břeclav, jihozápadně stejnojmenné kóty (264 metrů), u kaple svatého Cyrila a Metoděje. Geomorfologicky náleží do Šardické pahorkatiny. Součástí přírodní památky je evropsky významná lokalita Zimarky.
Předmětem ochrany jsou panonské sprašové stepní trávníky s významným výskytem katránu tatarského (Crambe tataria) a dalších zvláště chráněných a vzácných druhů rostlin a živočichů, jako např. tořič včelonosný (Ophrys apifera), sinokvět měkký (Jurinea mollis), hulevník východní (Sisymbium orientale), záraza alsaská (Orobanche alsatica), vstavač vojenský (Orchis militaris), lišaj pryšcový (Hyles euphorbiae), chrobák ozbrojený (Odontaens armiger), modrásek hnědoskvrnný (Polyommatus duphnis) a další.

## Geologie
Podloží tvoří flyšové pásmo vnějších Karpat, zastoupené hlavně vápnitými jíly s vložkami písků a štěrků, překrývané kvartérními sprašemi. Půdy zastupují černozem modální a pelická.